# چستر اشلی
چستر اشلی (به انگلیسی: Chester Ashley) سناتور سابق عضو حزب دموکرات ایالات متحده آمریکا بود. وی در سال ۱۸۴۴ تا ۱۸۴۸ میلادی سناتور ایالت آرکانزاس در سنای ایالات متحده آمریکا بود.